# The Bikeriders
Pour plus de détails, voir Fiche technique et Distribution.
The Bikeriders ou Les motards au Québec est un film américain écrit et réalisé par Jeff Nichols, sorti en 2023. Il s'inspire du livre de photos du même nom, publié par Danny Lyon (en) en 1967. Il se déroule dans les années 1960-1970 et raconte l'histoire d'un club de motards créé au fin fond du Midwest. Bientôt, ce qui devait être un lieu de rassemblement pour les marginaux locaux va laisser place à un gang plus dangereux.
Le film est présenté au festival du film de Telluride avant sa sortie en salles. Il connaît des problèmes de distribution en raison de son abandon par 20th Century Studios et de la grève SAG-AFTRA 2023. À sa sortie, le film reçoit des critiques plutôt positives mais ne réalise pas de bonnes performances au box-office.

## Synopsis
Dans un lavomatique en Floride, Kathy Bauer, entourée de plusieurs personnes, raconte sa rencontre en 1965 avec les membres du Vandals Motorcycle Club, un groupe de motards basé à Chicago. Kathy Bauer fait donc la connaissance de Benny Cross, un membre impétueux du groupe et l'épousera cinq semaines plus tard. Danny Lyon, étudiant en photographie, voyage avec les Vandals et les interviewe. Il apprend de Kathy que le fondateur, Johnny Davis, a été inspiré pour créer le club après avoir regardé Marlon Brando dans L'Équipée sauvage. Le leadership de Johnny est parfois remis en question comme lorsqu'il rejette la suggestion d'un membre selon laquelle de nouveaux groupes — des « chapitres » — devraient être autorisés à se former dans d'autres villes. Ils s'engagent dans une bagarre que Johnny gagne. Il rétablit son autorité mais autorise quand même l'agrandissement du club. De nouveaux clubs affiliés commencent donc à se former dans tout le Midwest.
En 1969, Benny est agressé par deux hommes dans un bar parce qu'il porte ses couleurs. Il en sort très marqué : son pied a failli être sectionné par une pelle lors de l'altercation. Johnny force le propriétaire à fournir les noms des hommes et ordonne à ses hommes d'incendier le bar. Alors que Benny se remet d'une opération chirurgicale, Johnny fait pression sur lui pour qu'il vienne à un rallye moto avant qu'il ne soit complètement guéri, à l'objection de Kathy. Johnny propose à Benny la direction du club lorsqu'il finit par démissionner, mais Benny la rejette.
Un jeune délinquant âgé de 20 ans, connu sous le nom de "The Kid", demande à Johnny de lui permettre, ainsi qu'à son club de motards, de rejoindre les Vandales. Johnny les rejette d'abord mais décide de tester le Kid en lui permettant uniquement de le rejoindre. Lorsqu'il exprime sa volonté d'abandonner ses amis, Johnny le rejette. Le Kid attaque Johnny avec un couteau, mais Johnny le bat et l'avertit de ne pas revenir.
En 1975, Lyon interviewe Kathy sur le sort des Vandals. Elle explique que Johnny est devenu découragé après la mort de son lieutenant, Brucie, tué dans un accident de voiture. Elle raconte que le club est devenu de plus en plus violent après l'arrivée dans ses rangs de vétérans du Vietnam toxicomanes. Lors d'une fête, Cafard (Cockroach en VO), membre de longue date, est violemment frappé par de nouveaux membres alors qu'il exprime, ivre, le désir de quitter le club pour devenir policier à moto. Durant cette même soirée, Kathy manque de se faire violer par plusieurs hommes. Alors que Benny est occupé, elle est sauvée de justesse par Johnny. Furieuse, elle demande ensuite à Benny de quitter les Vandals. Au lieu de cela, il la quitte pendant plusieurs jours.
Cafard, craignant pour sa vie, demande à Johnny de l'aider. Pour permettre à Cockroach de quitter le club en toute sécurité, Johnny et Benny organisent un cambriolage, où ils lui tirent une balle non mortelle dans la jambe. Troublé par la violence croissante du club et rejetant à nouveau l'offre de leadership de Johnny, Benny démissionne et quitte Chicago pour des régions inconnues.
Le Kid, maintenant leader du chapitre Vandals de Milwaukee, défie Johnny dans un combat au couteau pour le leadership du club. Dans un parking, Johnny affronte le Kid qui sort une arme de poing et le tue. Kathy raconte à Danny Lyon qu'après que le Kid ait repris les Vandals, ils sont devenus un grand gang criminel impliqué notamment dans le trafic de stupéfiants et même des meurtres. Elle raconte que les membres originaux se sont « rangés », sont partis chercher des emplois légitimes ou bien sont morts.
Après avoir appris la mort de Johnny dans un bar, Benny rentre chez lui. Il retrouve Kathy qui le réconforte de la mort de son ami. Lui et Kathy déménagent en Floride. Benny y travaille comme mécanicien et a arrêté de conduire des motos. Kathy dit à Danny Lyon qu'ils sont heureux et Benny ne manque pas le style de vie des motards. Elle regarde par la fenêtre Benny, buvant une bière. Ce dernier sourit alors que des bruits des motos se font entendre.

## Fiche technique
Sauf indication contraire, les informations mentionnées dans cette section peuvent être confirmées par la base de données cinématographiques IMDb,  présente dans la section « Liens externes ».
- Titre original et français : The Bikeriders
- Titre québécois : Les motards
- Réalisation et scénario : Jeff Nichols
- Musique : David Wingo
- Direction artistique : Matthew Gatlin
- Décors : Chad Keith
- Costumes : Erin Benach
- Montage : Julie Monroe
- Photographie : Adam Stone
- Production : Sarah Green (en), Brian Kavanaugh-Jones et Arnon Milchan
  - Production déléguée : Fred Berger (en), Sam Hanson, David Kern, Yariv Milchan, Michael Schaefer (en)
- Sociétés de production : New Regency Productions et Tri-State Pictures
- Sociétés de distribution : Focus Features (États-Unis), Universal Pictures (France, Suisse)
- Pays de production :  États-Unis
- Langue originale : anglais
- Format : couleur — 35 mm[2],[3] — 2,39:1
- Genre : policier, drame, road movie
- Durée : 116 minutes
- Dates de sortie[4] :
  - États-Unis : 31 août 2023 (festival de Telluride) ; 21 juin 2024 (sortie nationale)
  - France, Suisse romande : 19 juin 2024
- Classification[5] :
  - États-Unis : R
  - France : tous publics avec avertissement

## Distribution
- Tom Hardy (VF : Jérémie Covillault ; VQ : Paul Sarrasin) : Johnny Davis
- Austin Butler (VF : Kévin Goffette ; VQ : Xavier Dolan) : Benny Cross
- Jodie Comer (VF : Agathe Quelquejay ; VQ : Kim Jalabert) : Kathy Cross[6]
- Mike Faist (VF : Julien Bouanich ; VQ : Nicolas Poulin) : Danny Lyon (en)
- Michael Shannon (VF : Emmanuel Gradi ; VQ : Louis-Philippe Dandenault) : Zipco
- Boyd Holbrook (VF : Jérémie Bédrune ; VQ : Frédérik Zacharek) : Cal
- Norman Reedus (VF : Emmanuel Karsen ; VQ : Patrice Dubois) : Funny Sonny
- Damon Herriman (VF : Vincent Ropion ; VQ : Pierre Auger) : Brucie
- Emory Cohen (VF : Fabrice Trojani ; VQ : François-Simon Poirier) : Cockroach (Cafard en VF)
- Beau Knapp (VF : Eilias Changuel ; VQ : Frédéric Millaire-Zouvi) : Wahoo
- Karl Glusman (VF : Adrien Larmande ; VQ : Maël Davan-Soulas) : Corky
- Toby Wallace (VF : Sébastien Baulain ; VQ : Alexandre Bacon) : The Kid
- Happy Anderson (VF : Serge Biavan ; VQ : Patrick Chouinard) : Big Jack
- Paul Sparks (VF : Yannick Jaspart) : Gary Rogue Leader
- Will Oldham (VF : Nicolas Buchoux) : le barman

 Source et légende : version française (VF) sur RS Doublage ; version québécoise (VQ) sur Doublage.qc.ca

## Production

### Genèse et développement
En octobre 2018, Jeff Nichols révèle qu'il envisagea depuis cinq ans de réaliser un film de motards se déroulant dans les années 1960, même s'il n'avait pas encore de scénario, et a évoqué l'idée sur le tournage de son court métrage Long Way Back Home à Michael Shannon, qui lui aurait dit « Tu parles de cette foutue idée depuis si longtemps. Tu ne feras jamais ce [film],. » Le cinéaste commence alors à développer un scénario. Le titre est tiré d'un livre de photographies de Danny Lyon (en) publié en 1967.
En août 2022, Jeff Nichols annonce que son prochain projet sera un film de motards intitulé The Bikeriders. Il sera produit par New Regency.

### Attribution des rôles
Le 5 août 2022, alors que Jeff Nichols dévoile le nom de son nouveau projet, les noms de Jodie Comer, Austin Butler et Tom Hardy sont les premiers annoncés au casting.
Le 18 août 2022, c'est au tour de Boyd Holbrook, Damon Herriman et Michael Shannon de rejoindre le casting. Michael Shannon collabore ainsi pour la sixième fois consécutive avec Jeff Nichols.
Le 1er septembre 2022, c'est au tour de Karl Glusman, Toby Wallace, Emory Cohen, Beau Knapp et Happy Anderson de compléter le casting.
En octobre 2022, Norman Reedus et Mike Faist rejoignent la distribution,.

### Tournage
En début octobre 2022, le tournage débute en Ohio. Il se déroule notamment à Cincinnati et Middletown, ainsi qu'à Ludlow dans le Kentucky.
Les prises de vues s'achèvent en décembre 2022,.

## Bande originale
La musique du film est composée par David Wingo. Un album des chansons non originales du film est édité en vinyle par Mutant Records,,,.

### Liste des titres
Face A
1. Mickey Murray – Lonely Room
2. Gary U.S. Bonds –	I Wanta Holler (But The Town’s Too Small)
3. The Shangri-Las –	Out In The Streets
4. Dale Hawkins – My Babe
5. Bill Justis – Raunchy
6. Magic Sam – Mama Talk To Your Daughter
7. Muddy Waters – Mannish Boy (Electric Mud Version)

Face B
1. Gary U.S. Bonds –	New Orleans
2. The Staple Singers – Masters of War
3. The Sonics – I’m Going Home
4. The Shangri-Las – I’ll Never Learn
5. The Stooges – Down On The Street
6. Mickey Murray – Treat Him Right

### Autres chansons présentes dans le film
- Declaration of Independence de Count Five[22]
- Talkin 'Bout You - The Animals
- Come And Get It - Johnny Soul
- Out In The Streets d'Adrienne Pedrotti, Michelle M. Kahan et Leila Louise Henley
- Get Up And Get Out de Clint Stacey
- Chino from The Wild One de Leith Stevens, tiré de L'Équipée sauvage
- That's All I Need de Magic Sam
- Road Runner de Bo Diddley
- I Feel Free de Cream
- Baby, Please Don't Go de Them feat. Van Morrison
- Hush, Little Baby de Deon Jackson
- Bet You're Surprized d'Aaron Neville
- I Can See de The Liberty Bell
- Oh Love de Brother T. And Family
- I Don't Know Who To Blame de Pugsley Munion
- I Don't Worry Myself de Johnny Adams
- Vandalize de Ben Nichols
- Come Softly To Me de The Fleetwoods
- Bikeriders de Ben Nichols & Lucero

## Sortie et accueil

### Dates de sortie
The Bikeriders est présenté en ouverture du festival du film de Telluride le 31 août 2023,.
Il devait initialement être distribué par 20th Century Studios et sortir sur le sol américain le 1er décembre 2023. Cependant, le studio retire le film de son calendrier notamment en raison de la grève SAG-AFTRA 2023 qui interdit aux acteurs de faire la promotion des films,. Après l'abandon du film par 20th Century Studios, il est annoncé en novembre 2023 que c'est finalement Focus Features qui a acquis les droits de distribution du film aux États-Unis, avec sa société-mère Universal Pictures pour la distribution internationale,.
En décembre 2023, la sortie américaine est finalement annoncée pour le 21 juin 2024.

### Critique
En France, le site Allociné propose une moyenne de 3,7⁄5, d'après l'interprétation de 34 critiques de presse.

### Box-office
Le film ne recontre pas le succès en salles et ne récolte que 36 millions de dollars au box-office, pour un budget estimé entre 30 et 40 millions,,.
| Pays ou région     | Box-office      | Date d'arrêt du box-office | Nombre de semaines |
| ------------------ | --------------- | -------------------------- | ------------------ |
| France             | 166 141 entrées | -                          | -                  |
| États-Unis, Canada | 21 714 630 $    | 1er août 2024              | 6                  |
| Total mondial      | 36 065 694 $    | -                          | -                  |